# Skype for Business Server
Skype for Business Server, in precedenza Microsoft Office Communications Server 2007 e Microsoft Lync Server, era un servizio di infrastrutture informatiche che dava la possibilità di accedere a client di messaggistica istantanea, conferenze audio/video e conferenze informatiche sul web.
Di questo servizio fanno parte Microsoft Office Communicator 2007 e LiveMeeting.
Un uso base di Office Communications Server è la messaggistica istantanea e la presenza all'interno di ogni singola organizzazione. Include il supporto per la ricca presenza di informazioni e il trasferimento di file di messaggistica istantanea come la comunicazione audio e video (queste ultime caratteristiche spesso non sono possibili anche all'interno di una singola organizzazione pubblica utilizzando client di messaggistica istantanea, a causa di problemi di negoziazione del firewall aziendale).
L'attuale versione di Skype for Business Server è la 2019 e fa parte della suite Microsoft 365. Skype for Business Online è stato sostituito da Microsoft Teams.

## Versioni precedenti
- 2018 - Skype for Business Server 2019
- 2015 - Skype for Business Server 2015
- 2012 - Lync Server 2013 (RTM 11 ottobre 2012)
- 2010 - Lync Server 2010
- 2009 - Office Communications Server 2007 R2
- 2007 - Office Communications Server 2007
- 2006 - Live Communications Server 2005 con SP1
- 2005 - Live Communications Server 2005
- 2003 - Live Communications Server 2003